# Мосима, Филип
Филип Мосима — кенийский легкоатлет, бегун на средние и длинные дистанции.
Бронзовый призёр чемпионата мира среди юниоров 1994 года в беге на 1500 метров. Двукратный чемпион мира по кроссу 1993 года в забеге юниоров в личном первенстве и командном зачёте. Победитель соревнований KBC Night of Athletics 1998 года на дистанции 3000 метров. Серебряный призёр мемориала Фанни Бланкерс-Кун 2002 года в беге на 3000 метров.
Победитель 10-километрового пробега Parelloop 2002 года.
В 2004 году занял 9-е место на полумарафоне в Саппоро с результатом 1:02.21.